# بيلا فيستا دو بياوي
بيلا فيستا دو بياوي بلدية في ولاية بياوي في المنطقة الشمالية الشرقية من البرازيل.   